# Aéroports les plus fréquentés du monde par le trafic de fret
 (juillet 2023).
Les trente premiers aéroports classés par trafic de fret (transport de marchandises) sur diverses périodes (les données proviennent du Conseil international des aéroports) sont listés ci-dessous. Les nombres représentent le trafic chargé et déchargé en tonnes, y compris le transit.

## Statistiques 2010
Résultats 2010.
| Rang | Aéroport                                   | Localisation                                                       | Code (IATA/ICAO) | Total Cargo (tonnes) | Changement de Rang | % Évolution |
| ---- | ------------------------------------------ | ------------------------------------------------------------------ | ---------------- | -------------------- | ------------------ | ----------- |
| 1.   | Aéroport international de Hong Kong        | Hong Kong, République populaire de Chine                           | HKG/VHHH         | 4 168 394            | 1                  | 23,2 %      |
| 2.   | Aéroport international de Memphis          | Memphis, Tennessee, États-Unis                                     | MEM/KMEM         | 3 916 937            | 1                  | 5,9 %       |
| 3.   | Aéroport international de Shanghai         | Pudong, Shanghai, République populaire de Chine                    | PVG/ZSPD         | 3 227 914            | en stagnation      | 27,1 %      |
| 4.   | Aéroport international d'Incheon           | Incheon, Séoul, Corée du Sud                                       | ICN/RKSI         | 2 684 500            | en stagnation      | 16,1 %      |
| 5.   | Aéroport international d'Anchorage         | Anchorage, Alaska, États-Unis                                      | ANC/PANC         | 2 578 396            | 1                  | 33,1 %      |
| 6.   | Aéroport Paris-Charles-de-Gaulle           | Seine-et-Marne/Seine-Saint-Denis/Val-d'Oise, Île-de-France, France | CDG/LFPG         | 2 399 067            | 1                  | 16,8 %      |
| 7.   | Aéroport international de Francfort        | Francfort-sur-le-Main, Hesse, Allemagne                            | FRA/EDDF         | 2 275 106            | 2                  | 20,5 %      |
| 8.   | Aéroport international de Dubaï            | Dubaï, Émirats arabes unis                                         | DXB/OMDB         | 2 270 498            | en stagnation      | 17,8 %      |
| 9.   | Aéroport international de Narita           | Narita Chiba, Kantō, Honshū, Japon                                 | NRT/RJAA         | 2 167 843            | 1                  | 17,1 %      |
| 10.  | Aéroport international de Louisville       | Louisville, Kentucky, États-Unis                                   | SDF/KSDF         | 2 166 226            | 3                  | 11,1 %      |
| 11.  | Aéroport international de Singapour        | Changi, Singapour                                                  | SIN/WSSS         | 1 841 004            | en stagnation      | 10,9 %      |
| 12.  | Aéroport international de Miami            | Miami, Floride, États-Unis                                         | MIA/KMIA         | 1 835 793            | en stagnation      | 17,9 %      |
| 13.  | Aéroport international de Los Angeles      | Los Angeles, Californie, États-Unis                                | LAX/KLAX         | 1 810 345            | en stagnation      | 15,5 %      |
| 14.  | Aéroport international Taiwan Taoyuan      | Taoyuan, Taïwan                                                    | TPE/RCTP         | 1 767 075            | 1                  | 30,1 %      |
| 15.  | Aéroport de Londres Heathrow               | Hayes, Hillingdon, Greater London, Royaume-Uni                     | LHR/EGLL         | 1 551 405            | 1                  | 15,0 %      |
| 16.  | Aéroport international de Pékin            | Chaoyang, Pékin, République populaire de Chine                     | PEK/ZBAA         | 1 549 126            | 2                  | 5,0 %       |
| 17.  | Aéroport d'Amsterdam                       | Haarlemmermeer, Hollande-Septentrionale, Pays-Bas                  | AMS/EHAM         | 1 538 135            | en stagnation      | 16,8 %      |
| 18.  | Aéroport international de Chicago          | Chicago, Illinois, États-Unis                                      | ORD/KORD         | 1 424 077            | 1                  | 30,0 %      |
| 19.  | Aéroport international John-F.-Kennedy     | New York, New York, États-Unis                                     | JFK/KJFK         | 1 343 114            | 1                  | 17,4 %      |
| 20.  | Aéroport international de Bangkok          | Bangkok, Thaïlande                                                 | BKK/VTBS         | 1 310 146            | en stagnation      | 25,3 %      |
| 21.  | Aéroport international de Guangzhou        | Baiyun, Guangzhou, Guangdong, République populaire de Chine        | CAN/ZGGG         | 1 144 458            | en stagnation      | 19,8 %      |
| 22.  | Aéroport international d'Indianapolis      | Indianapolis, Indiana, États-Unis                                  | IND/KIND         | 947 279              | en stagnation      | 5,2 %       |
| 23.  | Aéroport international Newark              | Newark, New Jersey, États-Unis                                     | EWR/KEWR         | 854 750              | 1                  | 9,6 %       |
| 24.  | Aéroport international de Shenzhen         | Shenzhen, Guangdong, République populaire de Chine                 | SZX/ZGSZ         | 809 363              | 3                  | 33,6 %      |
| 25.  | Aéroport international de Tokyo-Haneda     | Tokyo, Kantō, Honshū, Japon                                        | HND/RJTT         | 804 995              | 2                  | 1,9 %       |
| 26.  | Aéroport international du Kansai           | Osaka, Japon                                                       | KIX/RJBB         | 759 278              | en stagnation      | 24,7 %      |
| 27.  | Aéroport de Luxembourg                     | Sandweiler, Luxembourg (canton), Luxembourg                        | LUX/ELLX         | 705 370              | 2                  | 12,2 %      |
| 28.  | Aéroport international de Kuala Lumpur     | Sepang, Selangor, Malaisie                                         | KUL/WMKK         | 601 620              | 1                  | 15,6 %      |
| 29.  | Aéroport international Chhatrapati Shivaji | Mumbai, Maharashtra, Inde                                          | BOM/VABB         | 671 238              | 1                  | 18,5 %      |
| 30.  | Aéroport international d'Atlanta           | Atlanta, Géorgie, États-Unis                                       | ATL/KATL         | 659 129              | 1                  | 17,0 %      |

## Statistiques 2004
| Rang | Aéroport                                | Lieu                                     | Code | Total Cargo | 2003 Rang | % Progression |
| ---- | --------------------------------------- | ---------------------------------------- | ---- | ----------- | --------- | ------------- |
| 1.   | Aéroport international de Memphis       | Memphis, Tennessee, États-Unis           | MEM  | 3 554 575   | 1         | +4,8 %        |
| 2.   | Aéroport international de Hong Kong     | Hong Kong, République populaire de Chine | HKG  | 3 119 008   | 2         | +16,9 %       |
| 3.   | Aéroport international de Narita        | Narita, Chiba, Japon                     | NRT  | 2 373 133   | 3         | +10,1 %       |
| 4.   | Aéroport international d'Anchorage      | Anchorage, Alaska, États-Unis            | ANC  | 2 252 9111  | 4         | +7,2 %        |
| 5.   | Aéroport international d'Incheon        | Séoul, Corée du Sud                      | ICN  | 2 133 444   | 5         | +7,2 %        |
| 6.   | Aéroport international de Los Angeles   | Los Angeles, Californie, États-Unis      | LAX  | 1 913 676   | 6         | +4,3 %        |
| 7.   | Aéroport de Paris-Charles-de-Gaulle     | Paris, Île-de-France, France             | CDG  | 1 876 900   | 7         | +4,3 %        |
| 8.   | Aéroport international de Francfort     | Francfort, Hesse, Allemagne              | FRA  | 1 838 894   | 8         | +11,4 %       |
| 9.   | Aéroport international de Singapour     | Singapour                                | SIN  | 1 795 646   | 10 (+1)   | +10,0 %       |
| 10.  | Aéroport international de Miami         | Miami, Floride, États-Unis               | MIA  | 1 778 902   | 9 (-1)    | +8,6 %        |
| 11.  | Aéroport international de Louisville    | Louisville, Kentucky, États-Unis         | SDF  | 1 739 492   | 12 (+1)   | +7,5 %        |
| 12.  | John F. Kennedy International Airport   | New York, État de New York, États-Unis   | JFK  | 1 706 468   | 11 (-1)   | +3,1 %        |
| 13.  | Aéroport international de Taipei        | Taipei, Taïwan                           | TPE  | 1 701 020   | 14 (+1)   | +13,4 %       |
| 14.  | Aéroport international de Shanghai      | Shanghai, République populaire de Chine  | PVG  | 1 642 176   | 17 (+3)   | +38,1 %       |
| 15.  | Aéroport international de Chicago       | Chicago, Illinois, États-Unis            | ORD  | 1 474 652   | 13 (-2)   | -2,4 %        |
| 16.  | Aéroport d'Amsterdam                    | Amsterdam, Pays-Bas                      | AMS  | 1 467 204   | 15 (-1)   | +8,4 %        |
| 17.  | Aéroport de Londres-Heathrow            | Londres, Angleterre, Royaume-Uni         | LHR  | 1 412 033   | 16 (-1)   | +8,6 %        |
| 18.  | Aéroport international de Dubaï         | Dubaï, Émirats arabes unis               | DXB  | 1 169 286   | 18        | +22,2 %       |
| 19.  | Bangkok International Airport           | Bangkok, Thaïlande                       | BKK  | 1 058 145   | 19        | +11,3 %       |
| 20.  | Aéroport international Newark           | Newark, New Jersey, États-Unis           | EWR  | 984 838     | 21 (+1)   | +2,4 %        |
| 21.  | Aéroport international d'Indianapolis   | Indianapolis, Indiana, États-Unis        | IND  | 932 449     | 20 (-1)   | +5,9 %        |
| 22.  | Aéroport international du Kansai        | Osaka, Kansai, Japon                     | KIX  | 887 819     | 23 (+1)   | +11,9 %       |
| 23.  | Aéroport international d'Atlanta        | Atlanta, Géorgie, États-Unis             | ATL  | 862 230     | 22 (-1)   | +7,5 %        |
| 24.  | Aéroport international de Tokyo-Haneda  | Tokyo, Kanto, Japon                      | HND  | 774 113     | 24        | +7,1 %        |
| 25.  | Dallas-Fort Worth International Airport | Dallas/Fort Worth, Texas, États-Unis     | DFW  | 742 289     | 25        | +11,4 %       |
| 26.  | Aéroport de Luxembourg                  | Luxembourg                               | LUX  | 712 985     | 27 (+1)   | +8,5 %        |
| 27.  | Aéroport international de Pékin         | Pékin, République populaire de Chine     | PEK  | 668 690     | 26 (-1)   | +1,0 %        |
| 28.  | Aéroport international de Kuala Lumpur  | Kuala Lumpur, Malaisie                   | KUL  | 655 368     | 29 (+1)   | +11,1 %       |
| 29.  | Aéroport international d'Oakland        | Oakland, Californie, États-Unis          | OAK  | 644 753     | 28 (-1)   | +7,9 %        |
| 30.  | Aéroport international de Guangzhou     | Guangzhou, République populaire de Chine | CAN  | 632 372     | N/A       | +16,2 %       |

## Statistiques 2003
| Rang | Aéroport                                | Lieu                                     | Code | Total Cargo | 2002 Rang | % Progression |
| ---- | --------------------------------------- | ---------------------------------------- | ---- | ----------- | --------- | ------------- |
| 1.   | Aéroport international de Memphis       | Memphis, Tennessee, États-Unis           | MEM  | 3 390 515   | 1         | +0,0 %        |
| 2.   | Aéroport international de Hong Kong     | Hong Kong, République populaire de Chine | HKG  | 2 668 880   | 2         | +6,6 %        |
| 3.   | Aéroport international de Narita        | Narita, Chiba, Japon                     | NRT  | 2 154 691   | 3         | +7,6 %        |
| 4.   | Aéroport international d'Anchorage      | Anchorage, Alaska, États-Unis            | ANC  | 2 102 0251  | 5 (+1)    | +18,7 %       |
| 5.   | Aéroport international d'Incheon        | Séoul, Corée du Sud                      | ICN  | 1 843 055   | 6 (+1)    | +8,0 %        |
| 6.   | Aéroport international de Los Angeles   | Los Angeles, Californie, États-Unis      | LAX  | 1 833 300   | 4 (-2)    | +2,8 %        |
| 7.   | Aéroport de Paris-Charles-de-Gaulle     | Paris, Île-de-France, France             | CDG  | 1 723 700   | 9 (+2)    | +6,0 %        |
| 8.   | Aéroport international de Francfort     | Francfort-sur-le-Main, Hessen, Allemagne | FRA  | 1 650 476   | 8         | +1,2 %        |
| 9.   | Aéroport international de Miami         | Miami, Floride, États-Unis               | MIA  | 1 637 278   | 10 (+1)   | +0,8 %        |
| 10.  | Aéroport international de Singapour     | Singapour                                | SIN  | 1 632 409   | 7 (-3)    | +1,7 %        |
| 11.  | John F. Kennedy International Airport   | New York, État de New York, États-Unis   | JFK  | 1 626 722   | 11        | 2,5 %         |
| 12.  | Aéroport international de Louisville    | Louisville, Kentucky, États-Unis         | SDF  | 1 618 336   | 12        | +6,2 %        |
| 13.  | Aéroport international de Chicago       | Chicago, Illinois, États-Unis            | ORD  | 1 510 746   | 13        | +2,5 %        |
| 14.  | Aéroport international de Taipei        | Taipei, Taïwan                           | TPE  | 1 500 071   | 14        | +8,6 %        |
| 15.  | Aéroport d'Amsterdam                    | Amsterdam, Pays-Bas                      | AMS  | 1 353 760   | 16 (+1)   | +5,1 %        |
| 16.  | Aéroport de Londres Heathrow            | Londres, Angleterre, Royaume-Uni         | LHR  | 1 300 420   | 15 (-1)   | +0,8 %        |
| 17.  | Aéroport international de Shanghai      | Shanghai, République populaire de Chine  | PVG  | 1 189 303   | 26 (+9)   | +87,3 %       |
| 18.  | Aéroport international de Dubaï         | Dubaï, Émirats arabes unis               | DXB  | 956 795     | 21 (+3)   | +21,9 %       |
| 19.  | Bangkok International Airport           | Bangkok, Thaïlande                       | BKK  | 950 136     | 17 (-2)   | +0,7 %        |
| 20.  | Aéroport international d'Indianapolis   | Indianapolis, Indiana, États-Unis        | IND  | 889 163     | 18 (-2)   | +8,7 %        |
| 21.  | Aéroport international Newark           | Newark, New Jersey, États-Unis           | EWR  | 874 641     | 19 (-2)   | +2,0 %        |
| 22.  | Aéroport international d'Atlanta        | Atlanta, Géorgie, États-Unis             | ATL  | 798 501     | 22        | +8,8 %        |
| 23.  | Aéroport international du Kansai        | Osaka, Kansai, Japon                     | KIX  | 793 478     | 20 (-3)   | +1,5 %        |
| 24.  | Aéroport international de Tokyo-Haneda  | Tokyo, Kanto, Japon                      | HND  | 722 736     | 23 (-1)   | +2,2 %        |
| 25.  | Dallas-Fort Worth International Airport | Dallas/Fort Worth, Texas, États-Unis     | DFW  | 667 574     | 24 (-1)   | +0,2 %        |
| 26.  | Aéroport international de Pékin         | Pékin, République populaire de Chine     | PEK  | 662 141     | 25 (-1)   | +1,1 %        |
| 27.  | Aéroport de Luxembourg                  | Luxembourg                               | LUX  | 657 254     | 30 (+3)   | +19,5 %       |
| 28.  | Aéroport international d'Oakland        | Oakland, Californie, États-Unis          | OAK  | 597 383     | 27 (-1)   | +5,9 %        |
| 29.  | Aéroport international de Kuala Lumpur  | Kuala Lumpur, Malaisie                   | KUL  | 589 982     | N/A       | +10,9 %       |
| 30.  | Aéroport de Bruxelles                   | Zaventem, Belgique                       | BRU  | 586 313     | N/A       | +14,1 %       |

## Statistiques 2002
| Rang | Aeroport                                | Location                                 | Code | Total Cargo |
| ---- | --------------------------------------- | ---------------------------------------- | ---- | ----------- |
| 1.   | Aéroport international de Memphis       | Memphis, Tennessee, États-Unis           | MEM  | 3 390 800   |
| 2.   | Aéroport international de Hong Kong     | Hong Kong, République populaire de Chine | HKG  | 2 504 584   |
| 3.   | Aéroport international de Narita        | Narita, Chiba, Japon                     | NRT  | 2 001 822   |
| 4.   | Aéroport international de Los Angeles   | Los Angeles, Californie, États-Unis      | LAX  | 1 779 855   |
| 5.   | Aéroport international d'Anchorage      | Anchorage, Alaska, États-Unis            | ANC  | 1 771 5951  |
| 6.   | Aéroport international d'Incheon        | Séoul, Corée du Sud                      | ICN  | 1 705 880   |
| 7.   | Aéroport international de Singapour     | Singapour                                | SIN  | 1 660 404   |
| 8.   | Aéroport international de Francfort     | Francfort-sur-le-Main, Hessen, Allemagne | FRA  | 1 631 322   |
| 9.   | Aéroport de Paris-Charles-de-Gaulle     | Paris, Île-de-France, France             | CDG  | 1 626 400   |
| 10.  | Aéroport international de Miami         | Miami, Floride, États-Unis               | MIA  | 1 624 242   |
| 11.  | John F. Kennedy International Airport   | New York, État de New York, États-Unis   | JFK  | 1 589 648   |
| 12.  | Aéroport international de Louisville    | Louisville, Kentucky, États-Unis         | SDF  | 1 524 181   |
| 13.  | Aéroport international de Chicago       | Chicago, Illinois, États-Unis            | ORD  | 1 473 980   |
| 14.  | Aéroport international de Taipei        | Taipei, Taïwan                           | TPE  | 1 380 748   |
| 15.  | Aéroport de Londres-Heathrow            | Londres, Angleterre, Royaume-Uni         | LHR  | 1 310 615   |
| 16.  | Aéroport d'Amsterdam                    | Amsterdam, Pays-Bas                      | AMS  | 1 288 626   |
| 17.  | Bangkok International Airport           | Bangkok, Thaïlande                       | BKK  | 956 790     |
| 18.  | Aéroport international d'Indianapolis   | Indianapolis, Indiana, États-Unis        | IND  | 901 917     |
| 19.  | Aéroport international Newark           | Newark, New Jersey, États-Unis           | EWR  | 850 050     |
| 20.  | Aéroport international du Kansai        | Osaka, Kansai, Japon                     | KIX  | 805 430     |
| 21.  | Aéroport international de Dubaï         | Dubaï, Émirats arabes unis               | DXB  | 784 997     |
| 22.  | Aéroport international d'Atlanta        | Atlanta, Géorgie, États-Unis             | ATL  | 734 083     |
| 23.  | Aéroport international de Tokyo-Haneda  | Tokyo, Kanto, Japon                      | HND  | 707 301     |
| 24.  | Dallas-Fort Worth International Airport | Dallas/Fort Worth, Texas, États-Unis     | DFW  | 670 310     |
| 25.  | Aéroport international de Pékin         | Pékin, République populaire de Chine     | PEK  | 669 347     |
| 26.  | Aéroport international de Shanghai      | Shanghai, République populaire de Chine  | PVG  | 634 966     |
| 27.  | Aéroport international d'Oakland        | Oakland, Californie, États-Unis          | OAK  | 634 643     |
| 28.  | Aéroport international de Guangzhou     | Guangzhou, République populaire de Chine | CAN  | 592 559     |
| 29.  | San Francisco International Airport     | San Francisco, Californie, États-Unis    | SFO  | 589 730     |
| 30.  | Aéroport de Luxembourg                  | Luxembourg                               | LUX  | 550 211     |

1. Volume includes transit freight